# 카린 드라이어
카린 드라이어(Karyn Elizabeth Dwyer, 1975년 3월 22일 ~ 2018년 9월 25일)는 캐나다의 배우이다.
코너브룩에서 태어났으며 토론토에서 사망하였다.

## 영화
- 버닝, 버닝 (2015년)
- 어 트립 투 더 아일랜드 (2014년)